# Zincrosasita
La zincrosasita és un mineral de la classe dels carbonats que pertany al grup de la rosasita, de la qual és l'anàleg amb zinc, fet que li atorga el seu nom.

## Característiques
La zincrosasita és un carbonat de fórmula química (Zn,Cu)₂(CO₃)(OH)₂. Cristal·litza en el sistema monoclínic en forma de fibres radials, de fins a 1.5; en crostes. La seva duresa a l'escala de Mohs és 4,5.
Segons la classificació de Nickel-Strunz, la zincrosasita pertany a «05.BA: Carbonats amb anions addicionals, sense H₂O, amb Cu, Co, Ni, Zn, Mg, Mn» juntament amb els següents minerals: atzurita, georgeïta, glaucosferita, kolwezita, malaquita, mcguinnessita, nul·laginita, pokrovskita, rosasita, txukanovita, auricalcita, hidrozincita, holdawayita, defernita, loseyita i sclarita.

## Formació i jaciments
La zincrosasita va ser descoberta a la mina Tsumeb (Oshikoto, Namíbia) en un context d'una zona rovellada d'un dipòsit mineral polimetàl·lic, hidrotermal allotjat en dolomia. També ha estat trobada a Alemanya, Àustria, els Estats Units, França, Grècia, Hongria, l'Iran, Itàlia, Mèxic i Suïssa. A Catalunya s'ha trobat a la mina Linda Mariquita, a El Molar (El Priorat, Tarragona).
Ha estat trobada associada als següents minerals: atzurita, cerussita, hemimorfita (Tsumeb, Namíbia); cerussita, auricalcita i malaquita (Rudabánya, Hongria).